# Успенская церковь (Харбин)
Церковь в честь Успения Божией Матери на Новом кладбище (кит. 哈尔滨圣母安息教堂 или Успенская церковь, кит. 乌斯平卡亚教堂) — недействующая церковь Китайской православной церкви.

## История
Строилась частью на пожертвования русских харбинцев, а частью на средства КВЖД и Харбинского Свято-Николаевского собора. Автором этого храма в русском стиле был гражданский инженер Н. А. Казы-Гирей — один из участников строительства Китайской Восточной железной дороги и города Харбина. Освящение совершил 22 ноября 1908 года прибывший из Владивостока архиепископ Владивостокский и Приморский Евсевий (Никольский), по словам которого, этот храм, созданный на чужбине и осеняющий могилы русских православных людей, умерших вдали от Родины, должен иметь для жителей Харбина особое значение. До 1920 года храм не имел своего причта и был приписан к Харбинскому Никольскому собору.
В 1923 году был произведён внутренний капитальный ремонт храма, выполнены настенные росписи и живописные работы в куполе. В 1930-е годы возле главного входа на Новое (Успенское) кладбище по проекту архитектора Е. А. Уласовца была возведена отдельно стоящая надвратная колокольня, которая использовалась также как водонапорная башня для обеспечения водой территории кладбища.
В 1958 году кладбище было закрыто местными властями. В 1966 году, в ходе «культурной революции», китайскими хунвейбинами Успенское кладбище было полностью разрушено бульдозерами и превращено в парк, а надгробные мраморные и гранитные плиты были использованы на облицовку набережной реки Сунгари, многие плиты были уложены надписями вверх и по ним ходили прохожие. С Успенской церкви были сняты купола с крестами, а помещение использовано под комнату смеха. В «Сборнике памяти 1-го Харбинского Русского реального училища» (1987) указано, что в храме был открыт киоск, обслуживавший посетителей парка, устроенного на месте кладбища.
Здание церкви, утратившее свой купол, сегодня используется как выставочное. По состоянию на март 2016 года велись переговоры, чтобы сделать этот храм действующим.

## Клир
настоятели
- 1920—1922 — Ювеналий (Килин)
- 1922—1929 — Геннадий Красов
- 1930—1933 — Иоанн Черёмухин
- 1933—1941 — Павел Любимов
- 1941—1944 — Симеон Новосильцев
- 1944—1949 — Димитрий Лавров
- 1949—1958 — Николай Депутатов

штатные священники
- Иннокентий Виноградов (1920—1926)
- Михаил Андреев (1926—1934)
- Симеон Новосильцев (1934—1941)
- Павел Любимов (1941—1949)
- Димитрий Лавров (1949—1955)

сверхштатные священники
- Георгий Силинский (1930—1923)
- Георгий Яковлев (1923—1925)
- Николай Михайлов (1926—1942)
- Иоанн Ромашкин (1928—1934)
- Леонид Знаменский (1934)
- Михаил Андреев (1934—1941)
- Георгий Козлов (1950—1951)

диаконы
- Евмений Ин (1918—1934)
- Алексий Горелкин (1935—1938)
- Аркадий Долгополов (1938—1948)
- Глеб Гуляев (1948—1955)
- Николай Бродяной (1955—1958)

сверхштатные диаконы
- Всеволод Петров (1923—1929)
- Нестор Сошников (1926—1930)
- Сергий Голов (1930—1935)
- Нестор Сошников (1935—1938)
- Лука Попов (1935)